# Hatschbachiella
Hatschbachiella är ett släkte av korgblommiga växter. Hatschbachiella ingår i familjen korgblommiga växter.
Kladogram enligt Catalogue of Life:
| Hatschbachiella | \| \| Hatschbachiella polyclada \| \| \| \| \| \| Hatschbachiella tweedieana \| \| \| \| |
|                 | \| \| Hatschbachiella polyclada \| \| \| \| \| \| Hatschbachiella tweedieana \| \| \| \| |
|                 | Hatschbachiella polyclada                                                                |
|                 |                                                                                          |
|                 | Hatschbachiella tweedieana                                                               |
|                 |                                                                                          |